# Обуховка (Глушковский район)
Обуховка — деревня в Глушковском районе Курской области. Входит в состав Веселовского сельсовета.

## География
Деревня находится в бассейне реки Ведьма (левый приток Сейма), в 3 км от российско-украинской границы, в 125 км к юго-западу от Курска, в 9,5 км к юго-западу от районного центра — посёлка городского типа Глушково, в 1,5 км от центра сельсовета — села Веселое.
Климат
Обуховка, как и весь район, расположена в поясе умеренно континентального климата с тёплым летом и относительно тёплой зимой (Dfb в классификации Кёппена).
Часовой пояс
Деревня Обуховка, как и вся Курская область, находится в часовой зоне МСК (московское время). Смещение применяемого времени относительно UTC составляет +3:00.

## Население
| 2002 | 2010 |
| ---- | ---- |
| 94   | ↘70  |

## Инфраструктура
Личное подсобное хозяйство. В деревне 42 дома.

## Транспорт
Обуховка находится в 13 км от автодороги регионального значения 38К-040 (Хомутовка — Рыльск — Глушково — Тёткино — граница с Украиной), в 0,5 км от автодороги межмуниципального значения 38Н-052 (Глушково — Веселое — Тёткино), на автодороге 38Н-054 (38Н-052 — Обуховка), в 3 км от ближайшего ж/д остановочного пункта 322 км (линия 322 км — Льгов I).
В 160 км от аэропорта имени В. Г. Шухова (недалеко от Белгорода).